# Биркенес
Биркенес (норв. Birkenes) — коммуна в губернии Эуст-Агдер в Норвегии. Административный центр коммуны — город Биркеланн. Официальный язык коммуны — букмол. Население коммуны на 2007 год составляло 4503 чел. Площадь коммуны Биркенес — 674,12 км², код-идентификатор — 0928.

## История населения коммуны
Население коммуны за последние 60 лет.

Статистика коммуны Биркенес